# Іяд Шалабі
Іяд Шалабі (араб. إياد شلبي, івр. איאד שלבי; 16 липня 1987, Шефа-Амр) — арабо-ізраїльський паралімпійський плавець. Представляючи Ізраїль на літніх Паралімпійських іграх 2020 року, він виграв золоті медалі у плаванні у категорії S1 на дистанціях 50 м і 100 м на спині.   Шалабі, який народився в мусульманській родині в Шефа-Амрі, є першим арабським громадянином Ізраїлю, який завоював індивідуальну медаль як на Паралімпійських, так і на Олімпійських іграх.